# Ivan Klasnić
Ivan Klasnić (Hamburg, 29. siječnja 1980.), bivši je hrvatski nogometni reprezentativac.

## Klupska karijera
Prije Hamburga i TSV Stellingena, igrao je u lokalnom St. Pauliju. U Werder prelazi 2001. godine, no u prvoj momčadi ostavlja dublji trag tek nakon dvije godine zbog teške ozljede koljena, koja ga je udaljila s terena.
U Werderu je uz Miroslava Klosea u sezoni 2005./2006. bio ključni napadač, a vrijednost mu se procijenjivala na 12 milijuna eura, te je najskuplji hrvatski nogometaš bio tada. 
Ljeta 2008. godine nakon 7 godina napušta bremenski Werder i potpisuje za francuski prvoligaški klub FC Nantes
Nakon uspješne trogodišnje epizode u engleskom Boltonu, te relativno neuspješne u njemačkom Mainzu, Klasnić se oprostio od nogometa.

## Reprezentativna karijera
Za hrvatsku nogometnu reprezentaciju debitirao je početkom 2004. godine u utakmici protiv Njemačke, a do početka kvalifikacija za EP 2008. godine odigrao je 23 utakmice te zabio sedam pogodaka. Svojedobno bio je jedan od najvećih nada hrvatske reprezentacije, pogotovo nakon odlaska Dade Prše. Iako je u bremenskom Werderu stekao status golgetera, u reprezentaciji je dugo bio etiketiran kao igrač kojeg treba čekati. Nakon prijateljske utakmice u Baselu, kada je Klasnić zabio Argentincima, te Austrijancima prije SP-a 2006. izgledalo je kako će i u reprezentaciji početi sa zabijanjem golova kao i u klubu.
Prvi nastup za reprezentaciju: 
- Split, 18. veljače 2004. godine

## Zdravstveni problemi
Tijekom siječnja 2007. godine zbog komplikacija nastalih na bubrezima koji su zahtijevali hitnu transplantaciju, na Ivanu Klasniću izvršena je hitna operacija te mu je implantiran majčin bubreg. Kako je Ivanov organizam odbacio majčin implantirani bubreg obavljena je druga operacija, u kojoj je donor bio njegov otac. Nakon pola godine oporavka Klasnić se vratio na nogometne terene i u reprezentaciju za koju nastupa na Europskom prvenstvu 2008. godine gdje postiže 2 pogotka, u utakmicama s Poljskom i Turskom.

## Priznanja

#### Klupska
Werder Bremen
- Njemačka nogometna Bundesliga (1): 2003./04.
- DFB-Pokal (1): 2004.
- DFB-Ligapokal (1): 2006.

## Vanjske poveznice
- ivanklasnic.com Službena stranica (hrv.), (njem.), (engl.)
- Profil, Hrvatski nogometni savez
- Profil, Soccerbase (engl.)
- Razgovor s Ivanom Klasnićem, serijal Oni pobjeđuju, Al Jazeera Balkans, 2. 6. 2023. (YouTube)